# 西園寺鏱子
西園寺鏱子（さいおんじ しょうし，1271年—1342年），是第92代天皇伏见天皇的皇后（中宫）。她是活跃于镰仓时代后期至南北朝时代的京极派代表性歌人。其父是官至从一位太政大臣的西园寺实兼，其母是官至内大臣的中院通成的女儿显子。她的女院号为永福门院（えいふくもんいん/ようふくもんいん），法名是真如源。